# Цареубийство

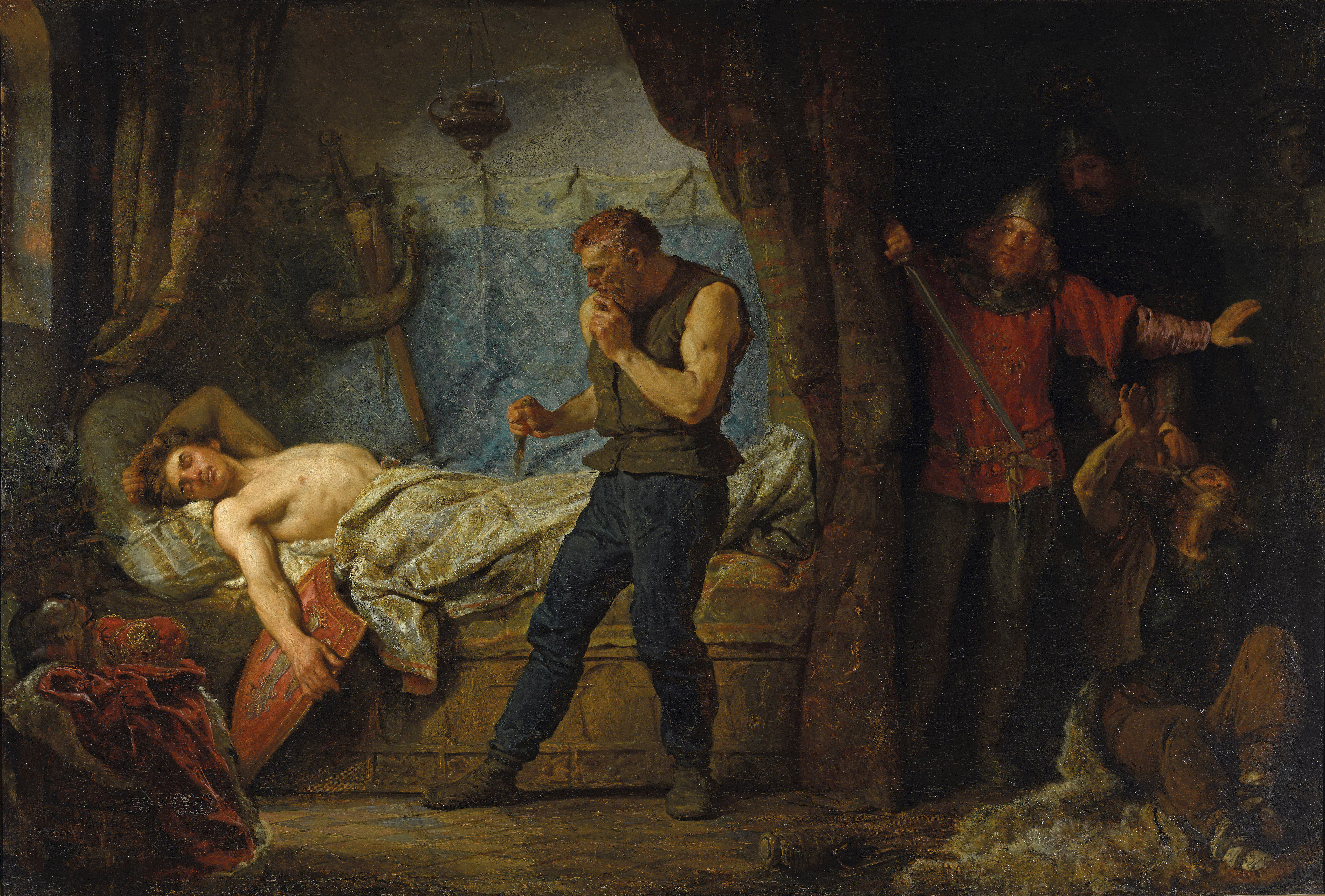
Войцех Герсон. Убийство короля Пшемысла II в Рогожне

Цареубийство, или регицид (от лат. regis — «царь» и cidium — «убийство») — лишение жизни монарха.
«Любая конституция есть цареубийство», — отмечали консерваторы, радикальные реакционеры.

## Отношение к цареубийству в истории
Традиционным законодательством монархических государств цареубийство, покушение на него и замысел цареубийства трактуется как тягчайшее государственное преступление против священной особы монарха, вид государственной измены. В Англии и во Франции за цареубийство и покушение на монарха назначалась особо мучительная смертная казнь.
С другой стороны, в революционной и республиканской идеологии цареубийство (ликвидация «тирана») часто считалось актом добродетели и героизма. При этом Спарта, в которой одновременно было два царя, гордилась своей репутацией тираноборцев. Кроме того в спартанской традиции считалось вполне нормальным приговорить царя к смертной казни за государственную измену. Например, был казнён спартанский царь Агис IV, предлагавший отнять земли у ста олигархов с целью раздачи земли тем, кто из-за бедности был исключён из числа аристократов, как неспособный иметь тяжёлое гоплитское вооружение (то есть неспособный служить в армии за свой счёт). Правда, обычно до цареубийства в Спарте всё же не доходило, просто потому что такой приговор часто выносился заочно уже успевшему заблаговременно бежать царю. Например, удалось бежать спартанскому царю Павсанию, приговорённому в Спарте к смерти за восстановление афинской демократии.
Несомненным прецедентом в истории Европы была казнь монарха монархом — как это имела место в Англии казнь королевы Шотландии и Франции Марии Стюарт в 1587 году по приговору английского суда (фактически же по указанию королевы Англии и Ирландии Елизаветы I).
За цареубийство были впоследствии осуждены участники судебных процессов над двумя знаменитыми казнёнными королями: Карлом I и Людовиком XVI. Карл II казнил большинство осудивших его отца, Людовик XVIII изгнал голосовавших в Конвенте за казнь его брата из Франции (но не сразу после реставрации, а только в 1816; до этого некоторые «цареубийцы» (фр. régicides), например, Фуше, даже были при нём министрами).

## Цареубийства в России
Монархи могли быть лишены жизни в результате дворцового заговора, покушения или революции. Не во всех источниках перечисленные события называются цареубийствами (в ряде случаев гибли уже лишённые престола монархи).
- 1174 — великий князь Владимирский Андрей Боголюбский убит в своей резиденции в Боголюбове заговорщиками-боярами
- 1605 — свергнутый царь Фёдор II Борисович Годунов убит по требованию Лжедмитрия I
- 1606 — царь «Дмитрий Иванович» (Лжедмитрий I) убит во время мятежа в Кремле
- 1762 — свергнутый император Пётр III умер при невыясненных обстоятельствах. В правительственном сообщении было объявлено, что он скоропостижно скончался от болезни (и эта точка зрения поддерживается рядом современных историков). Однако часто считается, что он был убит приставленными к нему приближёнными Екатерины II (долгое время эта версия была общепринятой в науке). (подробнее…)
- 1764 — свергнутый император Иоанн Антонович убит в Шлиссельбургской крепости собственной стражей, согласно инструкции, при попытке В. Я. Мировича освободить его
- 1801 — император Павел I убит заговорщиками (официальной версией в течение XIX века был апоплексический удар), цареубийцы не были наказаны, более того некоторые из них были впоследствии награждены. Александр I, пассивно участвовавший в заговоре, при этом косвенно является и отцеубийцей (подробнее…).
- 1881 — император Александр II убит революционерами-террористами. (подробнее…)
- 1918 — бывший император Николай II вместе с семьёй и приближёнными лицами расстрелян большевиками. (подробнее…)

В Российской империи дела о цареубийстве были подсудны Верховному уголовному суду, а затем Особому присутствию Правительствующего сената с участием сословных представителей. За умысел на цареубийство была осуждена часть декабристов (включая всех казнённых), затем покушавшиеся на цареубийство Д. В. Каракозов и народовольцы.

## Известные цареубийцы
- Гармодий и Аристогитон — античные тираноборцы, готовившие покушение на афинского царя Гиппия и убийцы его брата и соправителя Гиппарха.
- Гай Муций Сцевола, по преданию, совершивший неудачное покушение на этрусского царя Порсену, пытавшегося восстановить на престоле последнего римского царя Тарквиния. Ряд историков (Тит Ливий, Плутарх, Секст Аврелий Виктор) утверждает, что Порсенна, устрашённый покушением и восхищаясь доблестью римлян, отвел войска от Рима. Согласно римским историкам Тациту и Плинию, Порсена на самом деле взял Рим, но Тарквиний всё равно был изгнан.
- Марк Юний Брут — убийца римского пожизненного диктатора Гая Юлия Цезаря в 44 г. до н. э.; что любопытно, его предок Луций Юний Брут в своё время изгнал последнего римского царя Тарквиния Гордого.
- Кассий Херея — глава заговора и убийца Калигулы в 41 году н. э.
- Цзин Кэ — наёмный убийца, прославившийся своим покушением на Цинь Шихуана.
- Франсуа Равальяк — убийца короля Франции Генриха IV.
- Шарль Анри Сансон — палач, казнивший Людовика XVI и Марию-Антуанетту.
- Игнатий Гриневицкий — убийца русского царя Александра II.
- Яков Юровский — убийца Николая II и его семьи.